# Восток 6
Восток 6 е първият човешки космически полет, който извежда в околоземна орбита жена – космонавт Валентина Терешкова. Били записани данни от реакции на женското тяло по време на полета. Като други космонавти на мисиите Восток, тя поддържала дневник на полета, направила снимки, и ръчно ориентирала космическия апарат. Нейните снимки на хоризонта от космоса по-късно били използвани за да се идентифицират слоевете аерозол в атмосферата.
През 2004 се разкрива, че грешка в контролната програма накарала кораба да се издига от орбитата вместо да слиза от нея. Терешкова отбелязала грешката на първия ден от полета и съобщила на Сергей Корольов. Грешката била незабавно оправена – Терешкова вкарала данните, получени от Земята в програмата за сваляне и се приземила безопасно.
Мястото на приземяване било кооперацията на Павински, на запад от Баево в Алтайския регион. След излизането на парашутите от капсулата, Терешкова просто пропуснала езерото, заради силния вятър. След приземяването, вятъра издуха парашута върху нея и тя получила големи носови наранявания преди да успее да се освободи от него.
Това е последния полет на Восток.

## Екипаж
- Валентина Терешкова

Поддържащ екипаж
- Ирина Соловьова

Резервен екипаж
- Валентина Пономарьова